# Zweilandermolen
De Zweilandermolen is een wipmolen in de Zweilanderpolder in het oosten van de voormalige gemeente Warmond, nu gemeente Teylingen (provincie Zuid-Holland). De molen is sinds 1968 eigendom van de Rijnlandse Molenstichting. Hij bemaalt op vrijwillige basis de polder. Bij de restauratie van 2000 werd de vijzel verlengd, zodat de molen het verlaagde polderpeil aankan.
De molen heeft de status rijksmonument.